# Ministero degli affari esteri ed europei e del commercio (Malta)
Il Ministero degli affari esteri ed europei e del commercio (in maltese: Ministeru għall-Affarijiet Barranin u Ewropej u l-Kummerċ) è un dicastero del governo maltese responsabile per la politica estera di Malta.
L'attuale ministro è Ian Borg, in carica dal 30 marzo 2022.